# Rafael Larco Hoyle

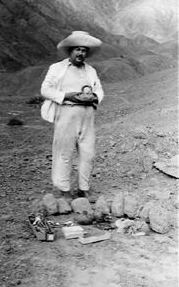
Rafael Larco Hoyle während einer Ausgrabung 1935

Rafael Larco Hoyle (* 18. Mai 1901 in Trujillo; † 23. Oktober 1966 in Lima) war ein peruanischer Archäologe.

## Leben
Rafael Larco Hoyle schloss als Agraringenieur an der Cornell University ab und absolvierte ein Studium der Finanzwissenschaft an der New York University. Er kehrte 1923 zurück nach Peru, um den Familienbesitz, die Hacienda Chiclín, in Trujillo zu verwalten.
1925 kaufte sein Vater, Rafael Larco Herrera, eine Sammlung Vasen und archäologische Gegenstände von seinem Schwager Alfredo Hoyle. Die Ankunft dieser 600 Stücke weckten Larcos Enthusiasmus. Kurz danach vertraute ihm sein Vater diese Sammlung an, die später das Herzstück des Larco Museums (Museo Arqueológico Rafael Larco Herrera) wurde.
Vierzig Jahre lang machte er wichtige Entdeckungen und führte zahlreiche signifikante archäologische Ausgrabungen durch und publizierte dadurch mehrere Werke. Zu seinen wichtigsten Beiträgen zur peruanischen Archäologie gehören:
- die erste kohärente Chronologie des antiken Peru, (1944).
- die Entdeckung der Cupisnique-, Virú- und Salinar-Kultur.
- das wissenschaftliche Studium der Moche- und Lambayeque-Kultur, besonders auf den Gebieten Umwelt, Architektur, Sexualität, Zeremonien, Religion, Kunst, Kleidung sowie die Erkenntnis, dass die Huaris, ein großer dominierender Staat im Peru des 9. Jahrhunderts waren. Die Ergebnisse seiner Arbeit sind in dem achtbändigen Werk Die Mochicas zu finden.

Er widersetzte sich Julio Tellos Theorie, dass die Chavín-Kultur der Ursprung aller Präkolumbischen Kulturen war.
Am 28. Juli 1926 gründete er in der Hacienda Chiclín, das Larco Museum, genannt nach seinem Vater. Dieses Museum wurde 1958 nach Lima verlegt, in seine Hazienda Pueblo Libre, dessen Stil der typischen Häusern im Trujillos des 18. Jahrhunderts adaptiert ist. Seitdem, werden dort ca. 45 000 Ausstellungsstücke für das Publikum in sechs Hallen vorgeführt.

## Bibliographie
Werke:
- Los Mochicas, Vol. I: Capítulo I: Origen y evolución de los agregados sociales de la Costa del Perú. Capítulo. II: Geografía. Lima (Perú), 1938.
- Los Mochicas, Vol. II: Capítulos III, IV, V, y VI: La raza, la lengua, la escritura y el gobierno. Lima (Perú), 1940.
- Los Cupisniques: Trabajo presentado a la XXVII reunión del Congreso Internacional de Americanistas de Lima. Casa editora "La Crónica" y "Variedades" S.A. Lima (Perú), 1941.
- La Escritura Mochica Sobre Pallares: Extracto de la Revista Geográfica Americana. Buenos Aires (Argentina), 1942.
- La Escritura Sobre Pallares: Extracto de la Revista Geográfica Americana. Buenos Aires (Argentina), 1943.
- Cultura Salinar: Síntesis monográfica. Buenos Aires (Argentina), 1944.
- La Escritura Peruana Sobre Pallares: Ed. de las Relaciones de la Sociedad Argentina de Antropología. Buenos Aires (Argentina), 1944.
- La Escritura Peruana Pre-Incana: Sobretiro de "El México Antiguo". Revista Internacional de Arqueología, Etnología, Folklore, Pre-Historia, Historia Antigua y Lingüística. México D.F., 1944.
- La Cultura Virú: Monografía. Buenos Aires (Argentina), 1945.
- Los Mochicas: (Pre-Chimú, de Uhle, y Early Chimú, de Kroeber). Síntesis monográfica. Buenos Aires (Argentina), 1945.
- A Culture Sequence for the North Coast of Peru: En Handbook South American Indians. Washington D.C., 1946.
- Los Cupisniques: Síntesis monográfica. Buenos Aires (Argentina), 1945.
- Cronología Arqueológica del Norte del Perú. Buenos Aires (Argentina), 1948.
- La Cultura Santa, 1962.
- La Divinidad Felínica-Lambayeque, 1962.
- Las Épocas Peruanas, 1963.
- La Cultura Vicús, 1965.
- Museo Rafael Larco Herrera, 1965.
- Checan: Ediciones Nagel. Ginebra (Suiza), 1965.

Deutsche Übersetzungen:
- Checan. Studie über die erotischen Darstellungen in der Peruanischen Kunst (München. Nagel Verlag. 1965).
- Peru. (Heyne, München 1966).
- Peru. Die Liebe in der Kunst. Studie über die erotischen Darstellungen in der Kunst. (Genf, Nagel 1978).